# Anat Gov

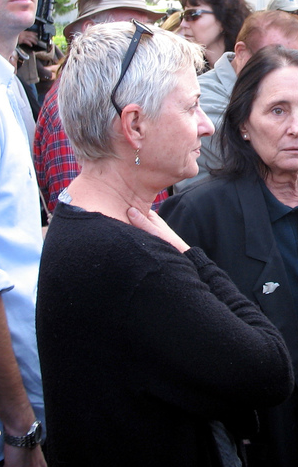
Anat Gov, fotografiată la funeraliile poetului Eli Mohar

Anat Gov (în ebraică: ענת גוב, numele la naștere Anat Miber  
n. 13 decembrie 1953 Tiberias - 9 decembrie 2012) a fost o dramaturgă și scenaristă israeliană

## Date biografice
Anat Gov s-a născut la Tverya, antica Tiberias din nordul Israelului, într-o familie evreiască înstărită, sub numele Anat Miber. Ea a mai avut un frate și o soră. Când a împlinit trei ani, familia s-a mutat la Tel Aviv. Anat Gov a  studiat la liceul de arte „Talma Yellin” din orașul Givataiym de lângă Tel Aviv. Apoi a servit în  ansamblul de divertisment al unităților militare agricole Nahal, unde l-a cunoscut pe soțul ei, cântărețul pop și actorul Gidi Gov (Ghidi Gov). După eliberarea din armată, a urmat facultatea de teatru (fiind eleva lui Nola Chelton) și filosofie a Universității din Tel Aviv, terminând studiile cu titlul de master.
Anat și Gidi Gov au trei copii.

## Activitatea în domeniul teatrului
Și-a început cariera ca actriță, dar s-a retras de pe scenă după un singur spectacol. În continuare a scris scenarii pentru programe de televiziune „Zehu ze” (Asta e!) , „Ken, ma?” (Da,ce-i?) și „Layla Gov”, acesta din urmă în prezentarea soțului ei, Gidi Gov. .
Începând din anii 1990, Anat Gov a început să scrie  piese de teatru pentru Teatrul Kameri din Tel Aviv, mai ales comedii cu mesaj social care s-au bucurat de un mare succes.
In piesele ei Anat Gov tratează despre relațiile interpersonale dintre persoane de sex opus sau de acelaș sex.
Comedia "Prietenele cele mai bune"  se ocupă de relațiile de prietenie dintre femei, "Lisistrata 2000" e o prelucrare liberă dupa comedia clasică antibelicistă  și feministă „avant la lettre” a lui Aristofan, „Lisistrata”  despre femeile ateniene care încearcă să impună bărbaților încetarea războiului folosindu-se de arma „grevei sexuale”, „Casnicul” e povestea unui comandant de flotilă aviatică care după retragerea în rezervă, nu izbutește să se adapteze la viața civilă. În  piesa "Vai, Doamne!" inspirându -se din relatarea biblică, Anat Gov examineaza relațiile lui Dumnezeu cu făpturile omenești. Ea a mai scris și o adaptare scenică a filmului muzical israelian "Ansamblul".
Ultima ei piesă „Sof tov” (Happy end) a reflectat situația confruntării cu boala terminală, de care a decedat - cancer de colon.

## Piese de teatru
- O dragoste de moarte -   אהבת מוות - piesa ei de debut, premiera la Teatrul Han din Ierusalim - 1993
- Cele mai bune prietene - (Hahaverot hakhi tovot)

החברות הכי טובות - premiera în regia Ednei Mazia - 1999
- Lisistrata 2000 -  ליסיסטרטה 2000
- Casnicul (Akar Bait) -  עקר בית "עקר בית",

premiera în regia lui Edna Mazia
- Vai, Doamne! (Oy, Elohim!)-  אוי, אלוהים - premiera în regia lui Edna Mazia.
- סוף טוב (Sof Tov - Happy End) - 2012

## Premii și distincții
Premiul israelian pentru comedie al competiției anuale  de teatru - cu piesele Cele mai bune prietene și Casnicul.